# Tji och tre
Tji och tre är ett sällskapsspel, där var och en av deltagarna gömmer ett antal tändstickor i handen, och därefter ska gissa hur många stickor som sammanlagt finns gömda.
När spelet börjar har alla deltagarna 3 tändstickor var. Varje deltagare lägger ett valfritt antal stickor i ena handen – eller ingen sticka alls – utan att visa för de andra. I tur och ordning gissar sedan deltagarna det sammanlagda antalet stickor i alla händer. Ingen får då gissa på samma tal som någon annan redan nämnt.
En deltagare som har gissat rätt får lägga ifrån sig en av sina stickor. Den som först blivit av med alla sina stickor är spelets vinnare.

## Varianter
Man kan också spela efter regeln att man inte lägger ifrån sig några stickor. I stället vinns spelet av den som först gissat rätt sammanlagt fem gånger. En annan variant är att en deltagare som gissat rätt en gång lämnar spelet, varvid den som sist är kvar blir spelets förlorare.